# Cucullia immaculata
Cucullia immaculata là một loài bướm đêm trong họ Noctuidae.